# Muscolo popliteo
Nell'anatomia umana il muscolo popliteo è un muscolo posteriore della gamba.

## Anatomia
Di forma quadrangolare e appiattita, si ritrova fra il muscolo plantare  e il muscolo gastrocnemio.
Origina dalla faccia esterna del condilo laterale del femore e dalla corrispondente porzione della capsula articolare del ginocchio. S'inserisce sul labbro superiore della linea obliqua e sulla faccia posteriore della tibia, al di sopra di tale linea.
È in rapporto anteriormente con il condilo laterale del femore, con l'articolazione del ginocchio e con la parte alta della faccia posteriore della tibia; posteriormente gli si pongono i muscoli plantare e gastrocnemio, i vasi poplitei e il nervo tibiale.